# Championnat régional de rugby à XV
Le Championnat régional de rugby à XV ou Regional Rugby Championship (RRC) est une compétition de rugby à XV organisée par Rugby Europe qui oppose des clubs autrichiens, bosniens, bulgares, croates, grecs, hongrois, serbes et slovènes dans le but d'organiser une concurrence transfrontalière et de promouvoir le rugby à XV en Europe du Sud-Est. La Croatie est représentée par trois clubs, la Serbie, la Hongrie et la Bosnie-Herzégovine par deux clubs et l'Autriche par un club.

## Histoire
Le comité pour l'organisation du Championnat régional de rugby à XV est créé en 2007. Le tournoi, dénommé Regional League Rugby XV, est disputé des équipes originaires des Balkans. Depuis 2010-11, les Autrichiens et les Hongrois ne participent plus au Championnat régional d'Europe centrale et orientale et participent à cette compétition. Le tournoi se déroule la première année sous la forme de matchs à élimination directe jusqu'à la finale. Le format évolue les années suivantes en fonction du nombre de participants.
Pour la saison 2012-2013, la compétition adopte une nouvelle formule réduite à 10 clubs répartis en deux groupes dont les deux vainqueurs sont qualifiés directement pour les demi-finales et les deuxièmes et troisièmes disputent un match de barrage.
Au cours du Comité Exécutif de Rugby Europe du 17 avril 2012, il a été convenu que les deux finalistes de la Coupe de la mer du Nord (Europe de l'Ouest) joueraient des demi-finales contre les vainqueurs du Championnat régional de rugby (Europe du Sud-Est) et de la Baltic Rugby Cup (Europe du Nord et Europe de l'Est) au sein d'une compétition dénommée European Rugby Club Championship.

## Équipes engagées pour l'édition 2017-2018
- RK Nada Split ( Croatie)
- Dalmacija ( Croatie)
- Ragbi Klub Ljubljana ( Slovénie)
- Zagrebački Ragbi Savez ( Croatie)
- RK Čelik Zenica ( Bosnie-Herzégovine)

## Palmarès
| Date                    | Vainqueur            | Score           | Finaliste              | Lieu              | Spectateurs |
| ----------------------- | -------------------- | --------------- | ---------------------- | ----------------- | ----------- |
| 1994                    | RK Zagreb            |                 |                        |                   |             |
| ...                     |                      |                 |                        |                   |             |
| 1998                    | RK Makarska          |                 |                        |                   |             |
| ...                     |                      |                 |                        |                   |             |
| 2001                    | RK Zagreb            |                 |                        |                   |             |
| ...                     |                      |                 |                        |                   |             |
| 2003                    | RK Ljubljana         |                 |                        |                   |             |
| ...                     |                      |                 |                        |                   |             |
| 2005                    | Ragbi Klub Ljubljana |                 |                        |                   |             |
| 2006                    | RK Zagreb            |                 |                        |                   |             |
| 2007                    | RK Nada              |                 |                        |                   |             |
| 7 juin 2008             | RK Nada              | 47 – 8          | RK Pobednik            | Split             | 150         |
| 13 juin et 21 juin 2009 | RK Nada              | 45 – 17 11 – 15 | RK Pobednik            | Split et Belgrade | 800 et ?    |
| 2010                    | RK Nada              | Round-robin     | Esztergomi Vitezek RSE |                   |             |
| 2011                    | RK Nada              | Round-robin     | RK Pobednik            |                   |             |
| 9 juin 2012             | RK Nada              | 25 – 3          | RK Pobednik            | Belgrade          | 600         |
| 8 juin 2013             | RK Nada              | 57 - 0          | RK Zagreb              | Split             | 1 000       |
| 3 mai 2014              | RK Nada              | 36 - 15         | HARK Mladost Zagreb    | Zagreb            |             |
| 17 mai 2015             | RK Čelik Zenica      | 29 - 14         | RK Nada                | Zenica            |             |
| 2016                    | Ragbi Klub Ljubljana | Round-robin     | Dalmacija              | -                 |             |
| 2017                    | RK Nada              | Round-robin     | Dalmacija              | -                 |             |
| 2018                    | RK Nada              | Round-robin     | Dalmacija              | -                 |             |